# Kathrin Hölzle
Kathrin Hölzle (* 1973) ist eine deutsche Schriftstellerin, die vor allem durch ihr Kriminalromane Bekanntheit erlangte.

## Leben und Werk
Die in der DDR geborene Autorin lebt im hessischen Ort Weinbach. Bisher schrieb sie unter anderem eine Biografie, ein Kinderbuch, eine Geschichte über ihre Haustiere sowie humorvolle Frauenromane. Bekannt wurde sie jedoch durch das Schreiben von Kriminalromanen.
Ihre Bücher erscheinen im Bremer Franzius Verlag.

## Veröffentlichungen (Auswahl)
- Mit dem Herbstlaub kommt der Tod.[2] Franzius Verlag, 2018, ISBN 978-3-96050-086-5.
- Yoga, Chaos und ein Mord. Franzius Verlag, 2018, ISBN 978-3-96050-141-1.